# صندوق پستی تینتو براس
صندوق پستی تینتو براس (ایتالیایی: Fermo posta Tinto Brass) یک فیلم کمدی اِروتیک به کارگردانی تینتو براس است که در سال ۱۹۹۵ منتشر شد. از بازیگران آن می‌توان به تینتو براس و چینتسیا روکافورته اشاره کرد.